# Klara
Klara est une station de radio publique belge de la Flandre appartenant au groupe public Vlaamse Radio- en Televisieomroeporganisatie (VRT). Sa programmation musicale est ouverte à plusieurs genres de musiques. Les programmes sont en effet surtout consacrés à la musique classique, mais aussi au jazz et aux musiques du monde.
Klara est une abréviation de « Klassieke Radio », ce qui signifie en français « Radio classique ».

## Historique
Le 2 décembre 2000, Klara a été créée et succède à Radio 3, qui a été créée le 1er octobre 1961. Le changement de nom a été mis en œuvre avec une nouvelle programmation, pour attirer un public plus large pour la station de musique classique. 
À l'automne 2013, la station a subi un processus de modernisation, avec douze nouveaux programmes et un nouveau slogan : Blijf verwonderd (« Restez surpris »).
Selon les derniers chiffres de la Vague 2016-3 de la CIM, Klara possède une part de 2,61 % du marché.[réf. nécessaire]

## Identité de la station

### Logos

Ancien logo de Radio 3 du 1er octobre 1961 au 2 décembre 2000
Logo de Klara du 2 décembre 2000 au 31 janvier 2008
Ancien logo de Klara du 1er février 2008 au 1er décembre 2020

### Slogans
Le slogan, en 2019, est "Blijf verwonderd" que l'on pourrait traduire par "Restez étonnés, surpris, émerveillés, etc.).

## Personnalités de la station

### Dirigeants
La directrice de l'antenne est depuis mars 2007 Chantal Pattyn. Elle succède à Walter Couvreur qui était directeur de 2001 à 2007 et Pieter Andriessen de 1991 à 2000.

## Diffusion en modulation de fréquence
La station de radio Klara diffuse ses programmes en modulation de fréquence dans les provinces ou zones géographiques suivantes :
- Province d'Anvers
- Brabant flamand (captée à Bruxelles)
- Province de Flandre-Occidentale (captée dans la  Flandre française)
- Province de Flandre-Orientale
- Province de Limbourg